# Куль-Оба (курган)
Ку́ль-Оба́ (в переводе с крымскотатарского — «холм пепла») — скифский царский курган (могила), расположенный в Крыму неподалёку от Керчи. Раскопан в 1830 году Полем Дюбрюксом при организационном содействии керченского градоначальника И. А. Стемпковского. Основные находки («скифское золото») разделены между Государственным Эрмитажем и Государственным историческим музеем.

## История
В российских документах село Куль-Оба впервые упоминается в Камеральном описании Тавриды 1784 года. Но село существовало ранее, описание лишь зафиксировало его наличие на то время. В селе был обнаружен выдающийся скифский царский курган.
Куль-оба был первым скифским царским курганом, раскопанным в современную эпоху. В 1830 году, была обнаружена каменная могила с богатыми драгоценными артефактами, которые вызвали всплеск общественного интереса к скифам. Особый интерес представляли собой причудливые гранулированные серьги с фигуркой Ники, которые находятся сегодня в «Эрмитаже».
Гробница была построена примерно от 400 до 350 до н. э., вероятно, группой греческих каменщиков из Пантикапея. План помещения почти квадратный, размером 4,6 на 4,2 м. Ступенчатое хранилище до 5,3 м в высоту. Деревянный потолок, возможно, был разработан, чтобы имитировать скифскую палатку, которая была украшена балдахином с золотыми бляшками.
Тело царя лежало у восточной стены на роскошном деревянном ложе. Его социальное положение было отмечено диадемой, окружающей его голову, увенчанной остроконечным головным убором с золотыми подвесками. Его шея была украшена большим золотым диском весом в 461 грамм. Каждое запястье было украшено одним, двумя или тремя браслетами[уточнить]. В специальное отделение ложа были уложены фиал, кнут, нож и колчан, все это с инкрустацией золотом или драгоценными камнями.
Слева от ложа стоял саркофаг, изготовленный из кипарисового дерева и слоновой кости. Рядом покоилась женщина, вероятно, жена царя или наложница. Её тело было не только в парчовом платье, но также с диадемой, крупными золотыми подвесками, парой ажурных сережек, золотыми дисками, золотым кулоном и двумя золотыми браслетами. На её стороне было помещено также бронзовое ручное зеркало с позолоченной ручкой. Чашка из электрума, разместившись между её ног, изображает сцены из скифской мифологии.
Останки раба[уточнить] (вероятно, возничего) были обнаружены у южной стены. В особой нише в стене содержались кости лошади, шлем, бронзовые ножны и два наконечника копий. Несколько серебряных чаш и бронзовые котлы, содержащие бараньи кости были размещены вдоль стен гробницы. Внутри амфор были обнаружены следы сухого вина. Ряд бронзовых наконечников стрел были разбросаны по полу.
Археологи, нашедшие могилу, не нашли тайную комнату под ней. Комната была обнаружена значительно позже и уже была разграблена неизвестными, хотя некоторые из пропавших драгоценностей были впоследствии[когда?] разысканы[где?][кем?] и изъяты. Дополнительные археологические исследования, проведённые в 1875 году А. Е. Люценко, не смогли существенно дополнить составленного учёными представления о памятнике.
- Ваза из Куль-Обы
- Скиф
- Заколка для одежды из золота с изображением скифских лучников
- Золотые бляшки, найденные в кургане